# Artabanus III của Parthia

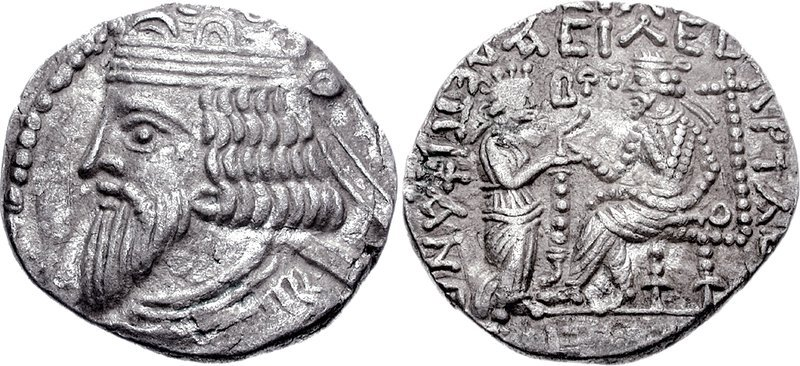
Tiền xu của Artabanus III, đúc tại Seleucia vào năm 80/1.

Đối với các vị vua Parthia và những người khác có cùng tên, xem Artabanus.
Artabanus III, trong các nghiên cứu cũ thì ông bị gọi nhầm là Artabanus IV, (sống vào khoảng thế kỷ thứ 1) là một hoàng tử Parthia gốc Iran và có thể mang huyết thống Hy Lạp.
Những đồng tiền còn tồn tại tới ngày nay mà được ban hành dưới triều đại của ông có một số nét tương đồng với những đồng tiền từ triều đại của Artabanus II. Từ điều này, Artabanus III có thể được xem như là một người con trai của Artabanus II.
Ông là một đối thủ tranh giành ngai vàng của đế quốc Parthia dưới triều đại của Pacorus II của Parthia. Triều đại của ông kéo dài chỉ trong vòng một đến hai năm, vì các đồng tiền đúc hình của ông biến mất vào năm 81. Điều này đặt ra khả năng rằng Artabanus III đã bị đánh bại bởi người anh em của mình, vua Pacorus II. Trên tiền xu của mình, ông được biết đến với tên gọi Arsaces Artabanus.